# Herb obwodu murmańskiego

Herb obwodu murmańskiego.

Herb obwodu murmańskiego (ros: Герб Мурманской области) – jest oficjalnym symbolem obwodu murmańskiego, przyjętym 25 czerwca 2004 roku przez obwodową dumę. 

## Opis i symbolika
Herb luźno nawiązuje do miejskiego herbu Murmańska. Herb ma postać nowoczesnej francuskiej tarczy herbowej. Podzielony jest na dwa pola. Mniejsze górne pole barwy czerwonej i większe dolne barwy błękitnej. W górnej części złote linie. W dolnej srebrna kotwica ze skrzyżowanymi za nią, także koloru srebrnego, kilofem i mieczem. 
Zorza polarna symbolizuje położenie miasta powyżej kręgu polarnego. Kotwica jest symbolem nawigacji, ale także rybołówstwa i przez to nawiązuje do statusu stolicy obwodu - Murmańska - jako ważnego miasta portowego. Kilof to odwołanie do przemysłu górniczego, niezwykle rozwiniętego w regionie, a miecz ma przywoływać militarną potęgę kraju i ukazywać, że obwód strzeże Rosji przed zagrożeniami od północy. Błękit tarczy symbolizuje morze, ale także jego piękno i wielkość, a czerwień oddawać ma odwagę i siłę mieszkańców. Złoty kolor obrazuje bogactwa regionu, a srebrny symbolizuje czystość. 

## Historia
W pierwszym kwartale 2004 r., jeszcze przed ostatecznym wyborem herbu dla obwodu murmańskiego toczył się ogłoszony przez władze konkurs, na który wpłynęło wiele różnorodnych prac. W większości z nich powtarzały się podobne elementy: błękit jako symbol morza, kotwica, kilofy, zorza polarna. Nawiązaniami do przyrody regionu w tych projektach były propozycje wpisania w herb różnych zwierząt: ryb podobnie jak w herbie miasta Murmańska czy głowy renifera. Ostatecznie wybrano projekt jaki został przyjęty przez władze obwodowe. Jego autorem jest, artysta pochodzący z leżącego w obwodzie murmańskim Siewieromorska, Piotr Abarin (Петр Абарин). Praca jego uznana została przez specjalną komisję konkursową za najlepiej oddającą ducha obwodu, która jednocześnie była zgodna z normami heraldycznymi. W nagrodę otrzymał on 20 tysięcy rubli.  
Użycie herbu reguluje ustawa obwodowej dumy z dnia 1 czerwca 2006 r. (491-01-ЗМО). Na podstawie tego prawa herb ma być zawsze umieszczany na: budynkach dumy i administracji obwodu murmańskiego, w salach posiedzeń dumy obwodowej i najwyższych władz administracji obwodu, a także w salach sądowych. Ma on znajdować się także na dokumentach urzędowych wydawanych w obwodzie, dyplomach, licencjach, a także w czasopismach urzędowych.